# Kamil Houska
Kamil Houska (* 13. října 1976) je ředitelem zpravodajství a publicistiky TV Nova.
V TV Nova je od roku 2003, začínal na pozici politického redaktora domácího zpravodajství. Před svým působením v televizi pracoval jako regionální a politický redaktor v deníku Právo.

## Studium
Kamil Houska vystudoval v letech 1990 až 1994 Střední školu obchodní v Praze, v letech 2001 až 2005 se pak věnoval studiu žurnalistiky na Filosofické fakultě Univerzity Palackého v Olomouci.

## Pracovní začátky
Po maturitě začal pracovat v deníku Právo jako regionální reportér pro Prahu a střední Čechy. Od roku 1997 se v témže médiu stal politickým reportérem. Specializoval se například na KDU-ČSL, Unii svobody a další menší parlamentní strany.
Kromě politických událostí pokrýval rovněž zpravodajství z ministerstva obrany a armády. S českými vojáky byl mj. na misích v Bosně a Hercegovině, v Kosovu, Kuvajtu a naposledy pak v jižním Iráku.

## TV Nova
Do TV Nova nastoupil v srpnu 2003 jako reportér. Mezi jeho hlavní náplň práce patřila příprava reportáží z parlamentu a vlády. V průběhu tří let se posunul do pozice senior reportéra.
Od dubna 2008 do června 2010 zastával pozici hlavního editora zpravodajství a měl mj. na starosti koordinaci televizního a webového zpravodajství.
Od června 2010 do dubna 2017 pak zastával pozici šéfredaktora zpravodajství a zástupce ředitele zpravodajství a publicistiky.
V dubnu 2017 získal místo ředitele zpravodajství a publicistiky. Během jeho působení na této pozici se hlavní zpravodajská relace Televizní noviny začala více věnovat politickým, ekonomických a zahraničním tématům. Nově také zpravodajství Novy pokrývá ve velké míře všechny důležité volby v ČR – při každých vysílá kontinuální volební studia a předvolební debaty. A jako první komerční televizní zpravodajství v ČR otevřelo pozici stálého zahraničního zpravodaje při Evropské unii v Bruselu.
V neposlední řadě pak Kamil Houska stál u zrodu TN Live, živého zpravodajského vysílání na webu TN.cz, a diskusního pořadu Za pět minut dvanáct.

## Pedagogická a akademická angažovanost
Od roku 2022 působí jako lektor na Vysoké škole Cevro Institut, aktivně se podílí na postgraduálním studiu žurnalistiky jako garant programu.

## Mezinárodní zkušenosti
V letech 1997 až 2003 se zúčastnil několika zahraničních misích s českými vojáky v Bosně, Kosovu, Kuvajtu a Iráku.
V roce 2002 absolvoval měsíční stáž v rámci profesního výměnného programu – International visitor leadership (IVLP) financovaného Odborem pro vzdělávaní a kulturu Ministerstva zahraničních věcí USA se zaměřením na otázky obrany státu a boje s mezinárodním terorismem.
V roce 2008 absolvoval měsíční pracovní stáž v centrále televizní stanice CNN v americké Atlantě.